# فاني جاكسون كوبين
فاني جاكسون كوبين (بالإنجليزية: Fanny Jackson Coppin)‏ (8 يناير 1837 - 21 يناير 1913) كانت معلمة أمريكية ومبشرة ومناصرة مدى الحياة للتعليم العالي للإناث.

## تعليمها
في عام 1860 ، التحقت جاكسون كوبين بكلية أوبرلين في أوهايو، وهي أول كلية في الولايات المتحدة تقبل الطلاب السود والإناث. كتبت عن هذه التجربة في سيرتها الذاتية:
"لم تمنع الكلية المرأة من الالتحاق بصفوف الرجال، لكنهم لم ينصحوا بذلك. كان هناك الكثير من اللاتينية واليونانية والرياضيات بقدر ما يمكن للمرء تحمله. الآن، أخذت نفسا طويلا واستعدت للمنافسة الممتعة، كل شيء سار بسلاسة حتى أصبحتُ في السنة الإعدادية في الكلية.
ثم في أحد الأيام، أرسلت الكلية لي - طلبًا مشؤومًا - وقد استجبت له بسرعة  كان من المعتاد في أوبرلين أن يتم توظيف أربعين طالبًا من المراحل الإعدادية والثانوية لتدريس الفصول التحضيرية. نظرًا لأن الوقت قد حان الآن للناشئين لبدء عملهم، فقد أبلغتني الكلية أنه كان لديهم مغزى لإعطائي صفًا، ولكني كنت أفهم بوضوح أنه إذا تمرد التلاميذ على تعليمي، فإنهم لن يعتزموا فرضها عليهم.
لحسن الحظ، بسبب تأهيلي في المدرسة العادية، وحبي الشديد للتدريس، كانت هناك دهشة صغيرة على وجوه البعض عندما حضروا إلى الفصل ورأوا المعلم، ولكن لم تكن هناك علامات على التمرد. استمر الفصل بأعداد كبيرة حتى تم تقسيمه، وتم إعطائي القسمين. انطلق واحد من القسمين مرة أخرى، لكن الكلية قررت أني قد قمت بما يكفي، ولن يسمح لي بالقيام المزيد من العمل.

## مسيرتها المهنية في التعليم
خلال سنواتها كطالبة في كلية أوبرلين، درست فصلاً مسائياً مجانياً في القراءة والكتابة للأفريقيين الأمريكيين، وتخرجت بدرجة بكالوريوس في عام1865. كانت أول معلمة سوداء في أكاديمية أوبرلين. و في عام 1865 ، قَبِلَت فاني جاكسون منصباً في معهد فيلادلفيا للشباب الملون (جامعة تشيني الآن في ولاية بنسلفانيا). حيث عملت كمديرة لقسم السيدات ودَرَسَت اليونانية واللاتينية والرياضيات. في عام 1869، عُينَت فاني جاكسون مديرة للمعهد بعد رحيل إبنيزر باسيت ، لتصبح أول امرأة أمريكية من أصل أفريقي تصبح مديرة مدرسة.
خلال أعوامها ال 37 في المعهد، كانت فاني جاكسون مسؤولة عن التحسينات التعليمية الواسعة في فيلادلفيا. خلال سنوات عملها كمديرة، تمت ترقيتها من قبل مجلس التعليم إلى مشرفة. كانت أول مشرفة أمريكية من أصل أفريقي لمدرسة في الولايات المتحدة، لكنها سرعان ما عادت إلى كونها مديرة مدرسة. في عام 1893، كانت كوبين واحدة من خمس نساء أميركيات من أصل أفريقي تمت دعوتهن للتحدث في المؤتمر التمثيلي العالمي للنساء ، مع آنا جوليا كوبر ، وسارة جين وودسون إيرلي ، وفاني بارير ويليامز ، و هالي كوين براون.

## حياتها الشخصية
ولدت في العبودية. فاني جاكسون كانت قد بيعت من قِبل خالتها وهي في الثانية عشرة من عمرها. أمضت فاني جاكسون بقية شبابها في العمل كخادمة للمؤلف جورج هنري كالفرت، دارسةً كلما سنحت لها الفرصة. في 21 ديسمبر عام 1881 ، تزوجت فاني من القس ليفي جنكينز كوبين، كاهن الكنيسة الأسقفية الإفريقية الميثودية وراعي كنيسة بيت إيل AME بالتيمور. بدأت فاني جاكسون كوبين في الانخراط بشدة في عمل زوجها التبشيري، وفي عام 1902 ذهب الزوجان إلى جنوب إفريقيا وقاموا بمجموعة واسعة من الأعمال التبشيرية، بما في ذلك تأسيس معهد بيثيل، وهي مدرسة تبشيرية تقدم برامج مساعدة ذاتية. بعد ما يقرب من عقد من العمل التبشيري، أجبرها تدهور الحالة الصحية على العودة إلى فيلادلفيا، وتوفيت في 21 يناير 1913 في شيكاغو.

## إرثها
في عام 1899، وعلى شرفها تم تخصيص نادي Fannie Jackson Coppin Club لمجتمع النساء الشرقيات الأميركيات من أصول إفريقية في مقاطعة ألاميدا. لعب هذا النادي دورًا مهمًا في حركة الاقتراع في كاليفورنيا. في عام 1926، سميت مدرسة لتدريب المعلمين في بالتيمور بمدرسة فاني جاكسون كوبين العادية (الآن جامعة ولاية كوبين).